# Kożuchowski Młyn
Kożuchowski Młyn (deutsch Wassermühle Kosuchen, auch: Mühle Kosuchen, 1938 bis 1945 Mühle Kölmerfelde) ist ein kleiner Ort in der polnischen Woiwodschaft Ermland-Masuren, der zur Gmina Biała Piska (Stadt- und Landgemeinde Bialla, 1938 bis 1945 Gehlenburg) im Powiat Piski (Kreis Johannisburg) gehört.

## Geographische Lage
Kożuchowski Młyn liegt im südlichen Osten der Woiwodschaft Ermland-Masuren, 21 Kilometer östlich der Kreisstadt Pisz (deutsch Johannisburg).

## Geschichte
Über die Geschichte des Weilers (polnisch Osada) liegen so gut wie keine Unterlagen vor – außer dem Hinweis, dass er im Jahre 1905 mit seinem einen Haus und vier Einwohnern zur Landgemeinde Kosuchen (polnisch Kożuchy) gehörte. Gesichert zu sein scheint, dass der Ort bis 1938 Wassermühle Kosuchen bzw. Mühle Kosuchen und danach bis 1945 Mühle Kölmerfelde genannt wurde – in Anlehnung an den benachbarten Ort Kożuchy, zu dem er in Beziehung stand. Bis 1945 war der kleine Ort somit dem Kreis Johannisburg im Regierungsbezirk Gumbinnen (ab 1905: Regierungsbezirk Allenstein) in der preußischen Provinz Ostpreußen zugehörig.
In Kriegsfolge kam die Ortschaft 1945 mit dem gesamten südlichen Ostpreußen zu Polen und erhielt die polnische Namensform „Kożuchowski Młyn“. Heute gehört sie zur Stadt- und Landgemeinde Biała Piska (Bialla, 1938 bis 1945 Gehlenburg) im Powiat Piski (Kreis Johannisburg), bis 1998 der Woiwodschaft Suwałki, seither der Woiwodschaft Ermland-Masuren zugeordnet.

## Religionen
Bis 1945 dürfte Wassermühle Kosuchen resp. Mühle Kölmerfelde zur evangelischen Kirche Bialla in der Kirchenprovinz Ostpreußen der Kirche der Altpreußischen Union bzw. zur römisch-katholischen Kirche Johannisburg im Bistum Ermland gehört haben. 
Heute liegt der Ort im kirchlichen Einzugsbereich der katholischen Pfarrei Biała Piska im Bistum Ełk der Römisch-katholischen Kirche in Polen bzw. der evangelischen Kirchengemeinde in Biała Piska, einer Filialgemeinde der Pfarrei Pisz in der Diözese Masuren der Evangelisch-Augsburgischen Kirche in Polen.

## Verkehr
Kożuchowski Młyn liegt ein wenig abseits vom Verkehrsgeschehen und ist lediglich über Landwege von Kożuchy Małe bzw. Konopki (Konopken, 1938 bis 1945 Erztal) zu erreichen. Eine Bahnanbindung besteht nicht.